# Spränghandgranat m/56

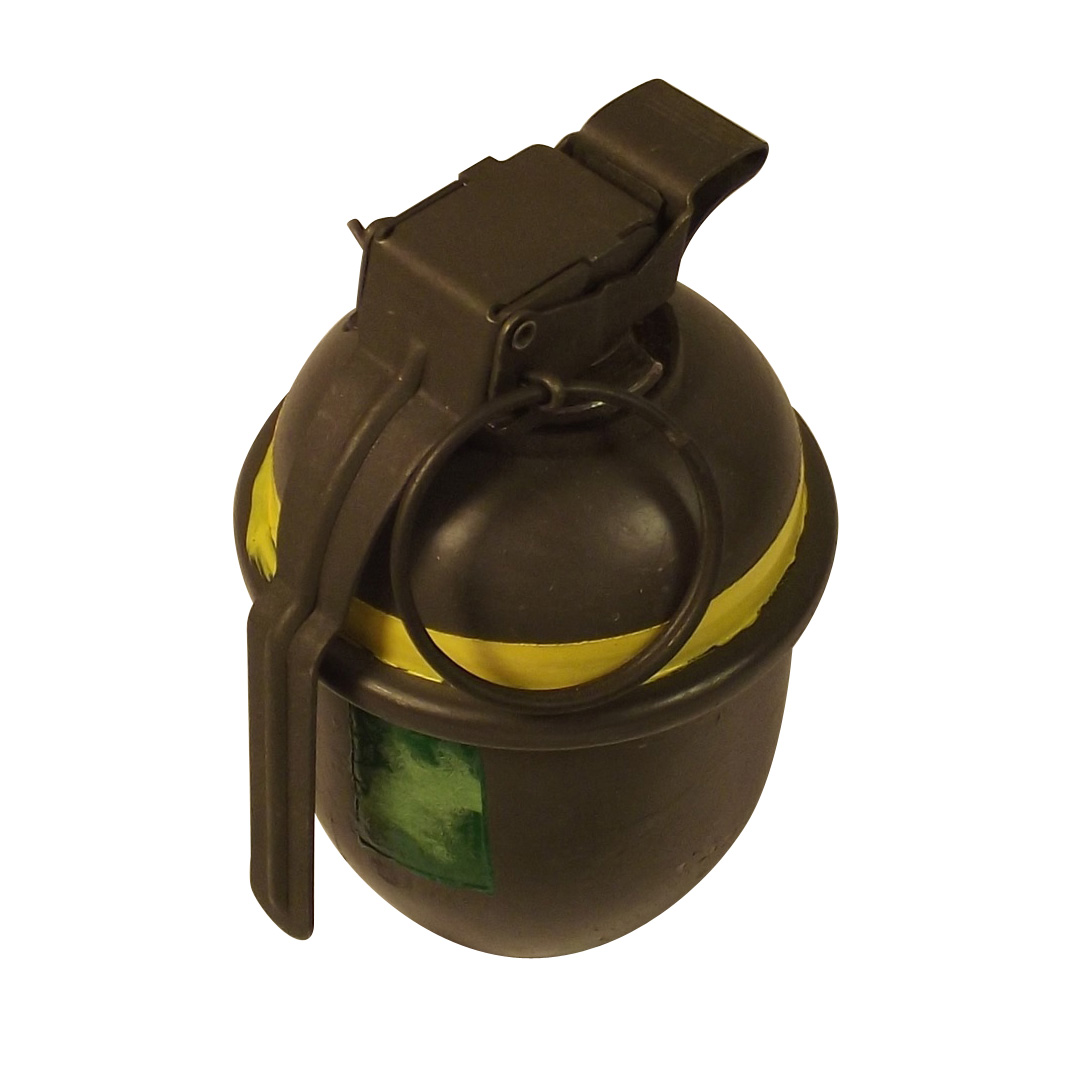
Spränghandgranat m/56

Spränghandgranat m/56 (Shgr 56) är en tidägghandgranat med cirka tre sekunders fördröjningstid, avsedd för att bekämpa trupp med splitter och tryckverkan. Granaten används inom svenska Försvarsmakten.

## Granaten
Handgranaten består av granathylsa och sprängskal med sprängladdning, mekanism och handgranattändare. Granathylsan sitter ytterst och består av cirka en mm tjock plåt. Innanför sitter ett cirka tre mm tjockt förfragmenterat sprängskal av pressad plåt, det är detta skal som ger splitterbitarna. Sprängladdningen består av pressad trotyl. Tändmedlet utgörs av handgranattändare 7. Två plastaskar med sex tändare i varje är bipackade spränghandgranatlådan som innehåller 12 spränghandgranater. Splitterverkan är god upp till cirka fem meter, men enstaka splitter kan slungas iväg ett par hundra meter. Tryckverkan är god i slutna rum men i det fria är den begränsad till det allra närmaste området.
Handgranaten har tre stycken säkringar. För att osäkra granaten måste man först dra ut en säkringssprint med ring, trycka upp en säkringsbygel och till sist släppa grepen. Det sistnämnda sker i samband med själva kastet.
År 2015 kom den en ny grepe till spränghandgranaten, där den tidigare säkringsbygeln är borttagen och ersatt med en sprint som man måste vrida på för att granaten skall armeras. Den nya granaten benämns Spränghandgranat m/56B.

### Delar
Spränghandgranaten består av följande delar:
- Säkringsgrepe med säkringsbygel
- Säkringssprint med ring
- Axel
- Mekanismhållare
- Hane
- Slagfjäder

## Tekniska data
Spränghandgranatens tekniska data:
- Vikt: 580 g, varav 190 g pressad trotyl
- Diameter: 55 mm
- Höjd: 100 mm
- Tändare: Handgranatständare 7
- Verkansområde: 10 m i diameter
- Tid fördröjning: ca 3 sek
- Förpackning: 12 st/låda som väger 9 kg. En pall= 54 lådor, 770 kg.